# Gillian Armstrong
Gillian Armstrong (Melbourne, 18 dicembre 1950) è una regista australiana.

## Biografia
Nata a Melbourne, Victoria, Gillian Armstrong crebbe nel sobborgo di Mitcham. Si laureò al Swinburne Technical College nel 1968 dove ebbe modo di studiare come costumista teatrale e regista cinematografica. Nel 1972 si iscrisse, ed in seguito si laureò, alla Australian Film Television and Radio School. Tre anni più tardi diresse i suoi primi due cortometraggi: The Singer And The Dancer e Smokes and Lollies (1975).
Il suo primo lungometraggio, La mia brillante carriera, un adattamento dell'omonimo romanzo di Miles Franklin, fu il primo film australiano ad essere diretto da una donna dopo 46 anni. Armstrong ricevette 6 Australian Film Awards nell'edizione del 1979, incluso quello per la miglior regia. Dopo il successo di La mia brillante carriera, Armstrong diresse il musical Starstruck (1981).
Da allora la Armstrong si specializzò nel genere drammatico. Ottenne il suo maggior successo hollywoodiano nel 1994 con l'adattamento di Piccole donne, con Winona Ryder e Susan Sarandon, al quale seguirono i film Oscar e Lucinda (1997), Charlotte Gray (2001) e Houdini - L'ultimo mago (2007).

## Filmografia parziale
- La mia brillante carriera (My Brilliant Career) (1979)
- Tutta colpa delle stelle (Starstruck) (1982)
- Fuga d'inverno (Mrs. Soffel) (1984)
- High Tide (1987)
- Ardore (Fires Within) (1991)
- Ultimi giorni da noi (The Last Days of Chez Nous) (1992)
- Piccole donne (Little Women) (1994)
- Oscar e Lucinda (Oscar and Lucinda) (1997)
- Charlotte Gray (2001)
- Houdini - L'ultimo mago (Death Defying Acts) (2007)
- Love, Lust & Lies (2010) - documentario
- Women He's Undressed (2010) - documentario